# La llegenda de Tombatossals
La llegenda de Tombatossals és una pel·lícula d'animació espanyola del 2013 dirigida per Manuel García Pozo i produïda per Nereida Animation Films, S.L. Es basa en el llibre Tombatossals de Josep Pascual Tirado i la mitologia castellonenca. S'ha doblat al valencià. Fou nominat a la Medalla del CEC al millor documental.

## Sinopsi
Tombatossals és un gegant bondadós i valent, fill de les muntanyes Penyeta Roja i Tossal Gros i nascut en una nit de tempesta. Els seus amics són els gegants Arrencapins, Bufanúvols, Tragapinyons i Cagueme, que l'aprecien força per la seva bondat. Un dia el Rei Barbut els crida perquè l'ajudin a reconstruir el regne contra els atacs dels pirates i recuperar les terres arrabassades pel malvat príncep Garxolí i les illes Columbretes arrabassades pels bàrbars del nord.